# Opel Trixx
La Opel Trixx è una concept car prodotta dalla Opel, presentata al Salone dell'automobile di Ginevra nel 2004.
Il suo design ha influenzato lo stile dei modelli Opel di piccole dimensioni tra cui la Opel Agila del 2007. L'obiettivo dichiarato dalla Opel è stato quello di creare la migliore auto possibile con una vettura della lunghezza di 3 metri.

## Tecnica
La Opel Trixx era equipaggiata con un propulsore diesel da 1.3 litri di cilindrata con turbocompressore ed iniezione diretta Common rail.
Poteva raggiungere una velocità di 112,6 km/h (70 mph) e l'abitacolo poteva ospitare 3 adulti. Era dotata di sedili posteriori gonfiabili tramite un compressore compreso nella dotazione di bordo, porte scorrevoli elettriche (due sul lato passeggero e una sul lato guidatore) e di un tetto che poteva essere aperto tramite un comando elettrico.